# Xiangfan
32°1′N 112°7′Ø / 32.017°N 112.117°Ø
Xiangfan (襄樊; pinyin: Xiāngfán) er en by på præfekturniveau i provinsen Hubei i det centrale Kina. Arealet er på 19.700 km², og befolkningen anslås til 5.788.000 mennesker.

## Administrative enheder
Xiangfan har jurisdiktion over ni territoriale enheder – tre distrikter, tre byamter og tre amter:
- Bydistriktet Xiangcheng – 襄城区 Xiāngchéng Qū ;
- Bydistriktet Fancheng – 樊城区 Fánchéng Qū ;
- Bydistriktet Xiangyang – 襄阳区 Xiāngyáng Qū ;
- Byamtet Laohekou – 老河口市 Lǎohékǒu Shì ;
- Byamtet Zaoyang – 枣阳市 Zǎoyáng Shì ;
- Byamtet Yicheng – 宜城市 Yíchéng Shì ;
- Amtet Nanzhang – 南漳县 Nánzhāng Xiàn ;
- Amtet Gucheng – 谷城县 Gǔchéng Xiàn ;
- Amtet Baokang – 保康县 Bǎokāng Xiàn.

## Trafik
Kinas rigsvej 207 løber gennem præfekturet, både gennem bydistrikterne og amtet Yicheng. Denne vigtige trafikkåre begynder i Xilinhot i Indre Mongoliet nær grænsen til Mongoliet, løber mod syd og ender i Hai'an, en by som ligger i Xuwen amt mod syd på Leizhouhalvøen i provinsen Guangdong.